# De Roskam (Diest)

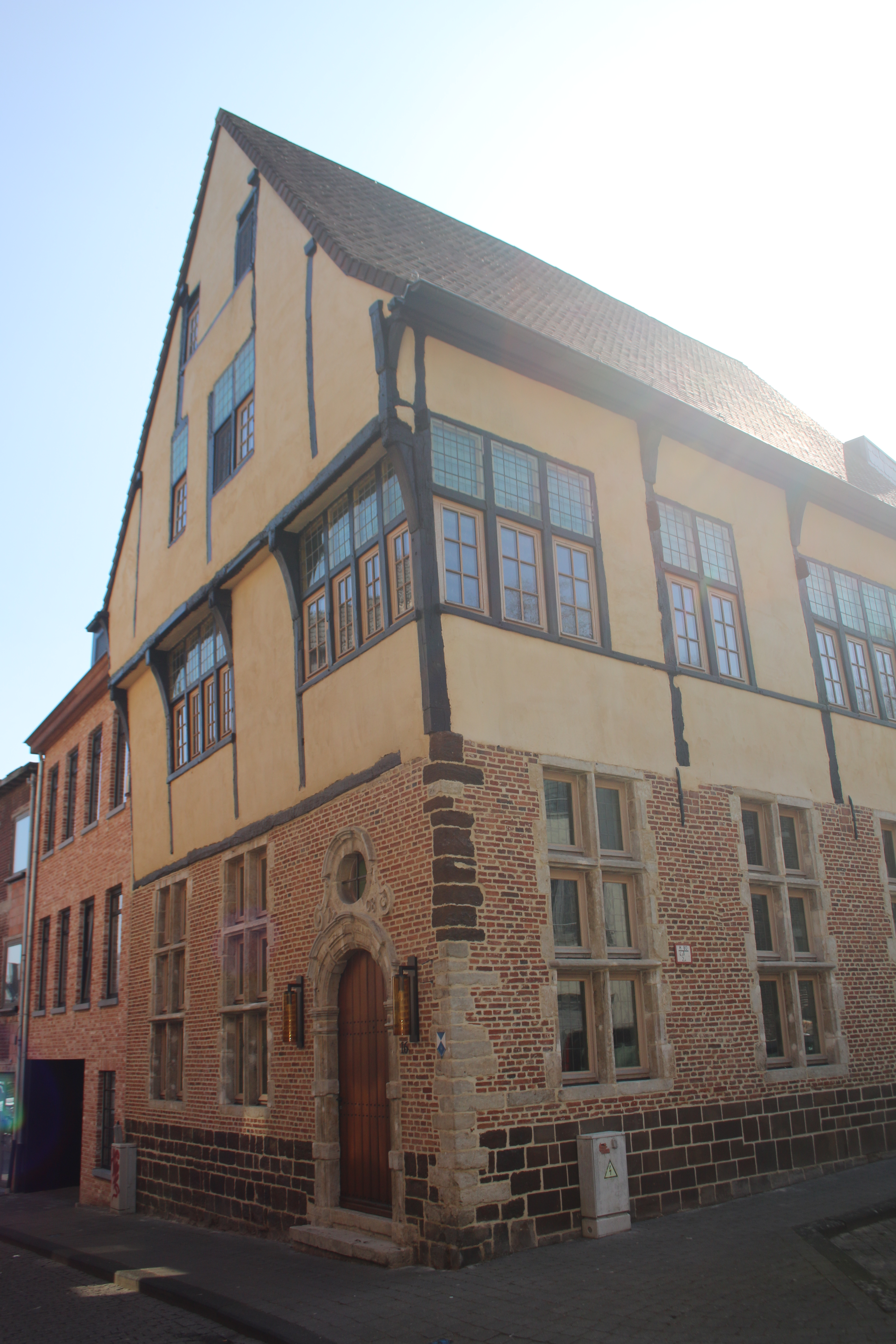

De Roskam is een laatmiddeleeuwse hoekwoning aan de Allerheiligenberg in het Belgische Diest. Het gebouw heeft een bakstenen benedenverdieping-op een sokkel van bruine ijzerzandsteen. De bovenverdiepingen zijn gemaakt uit hout en bestreken met leem (vakwerkbouw). De deur wordt omlijst door een zandstenen barokrondboog van 1708. Sinds 1943 is het als monument beschermd.

## Afbeeldingen

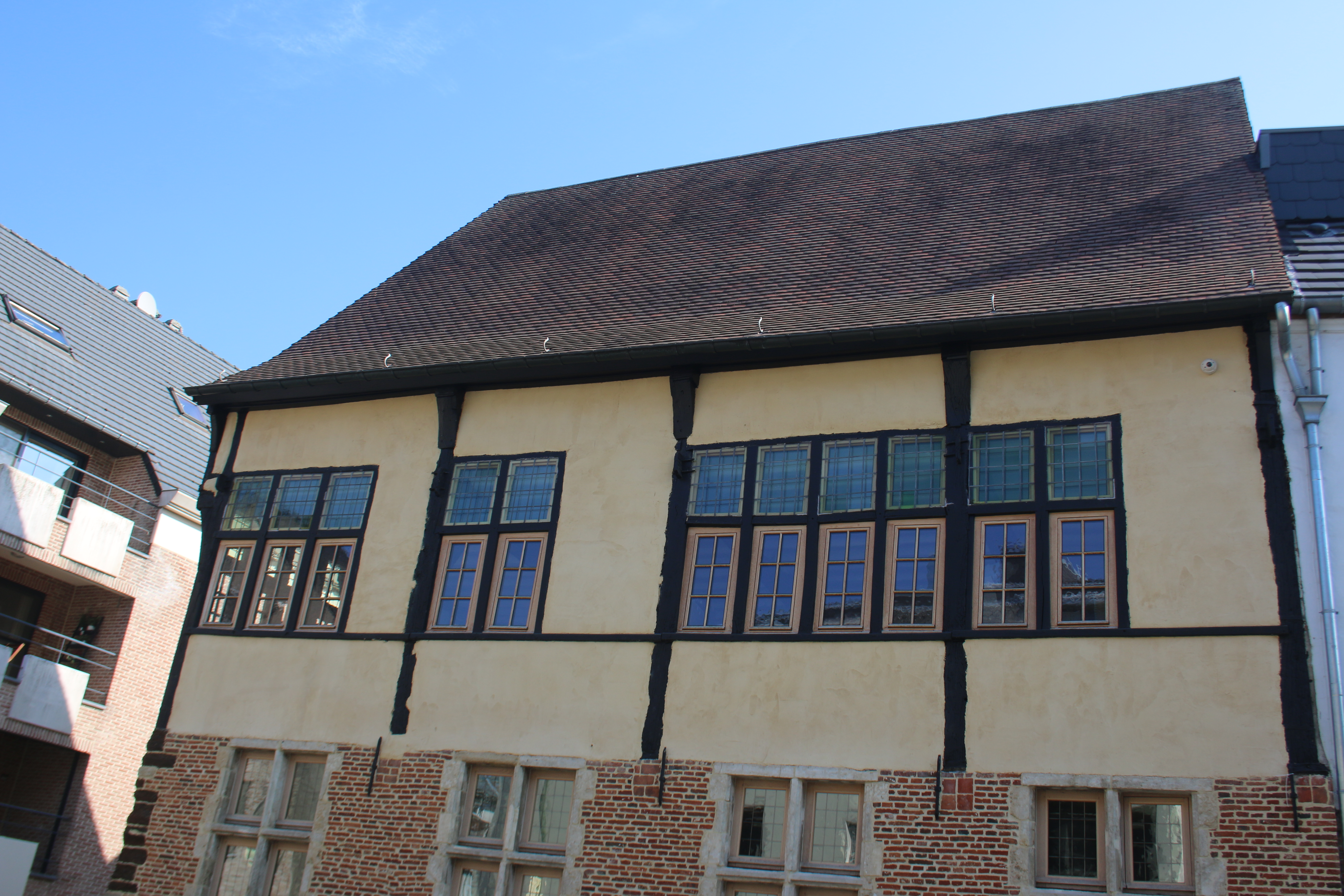
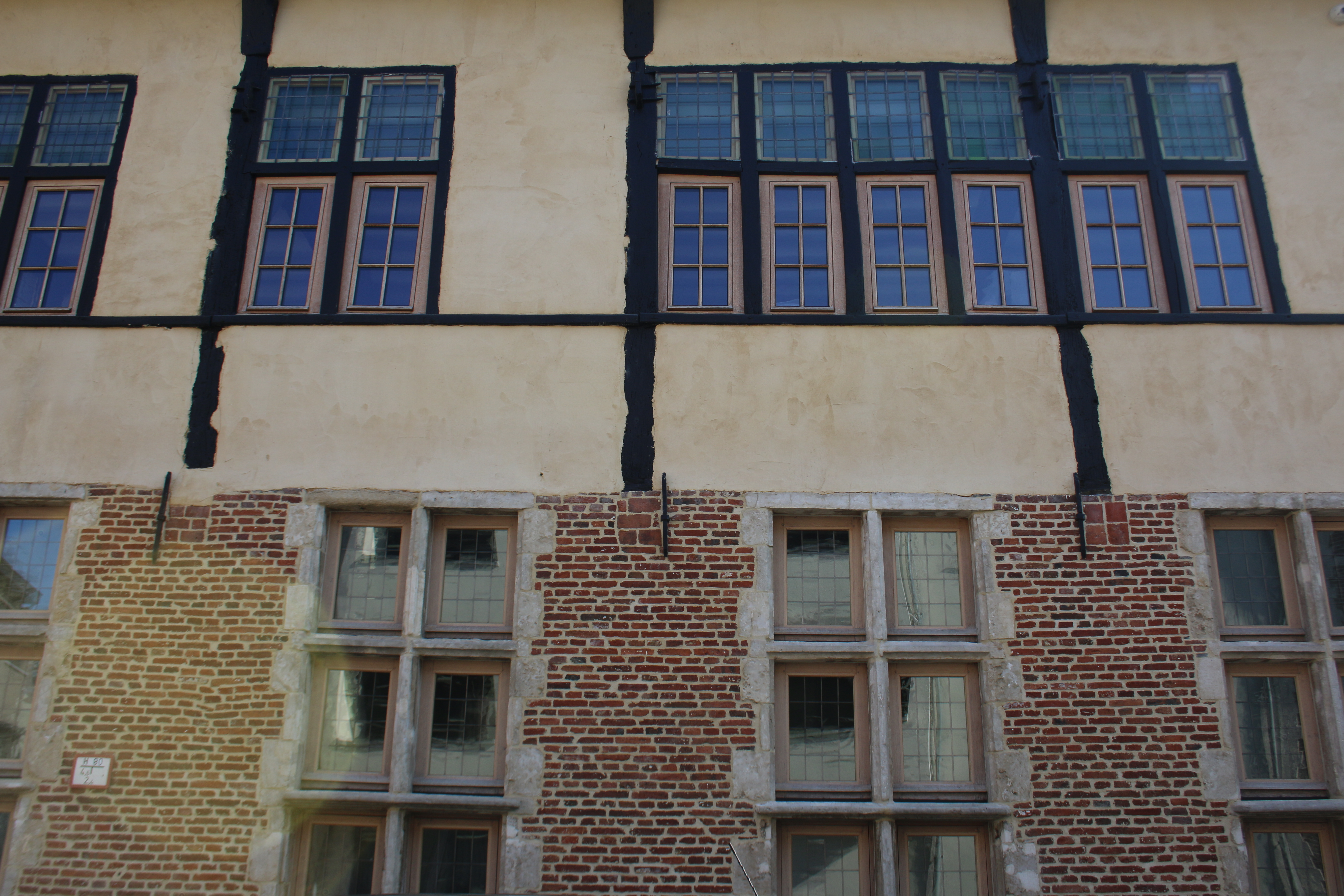
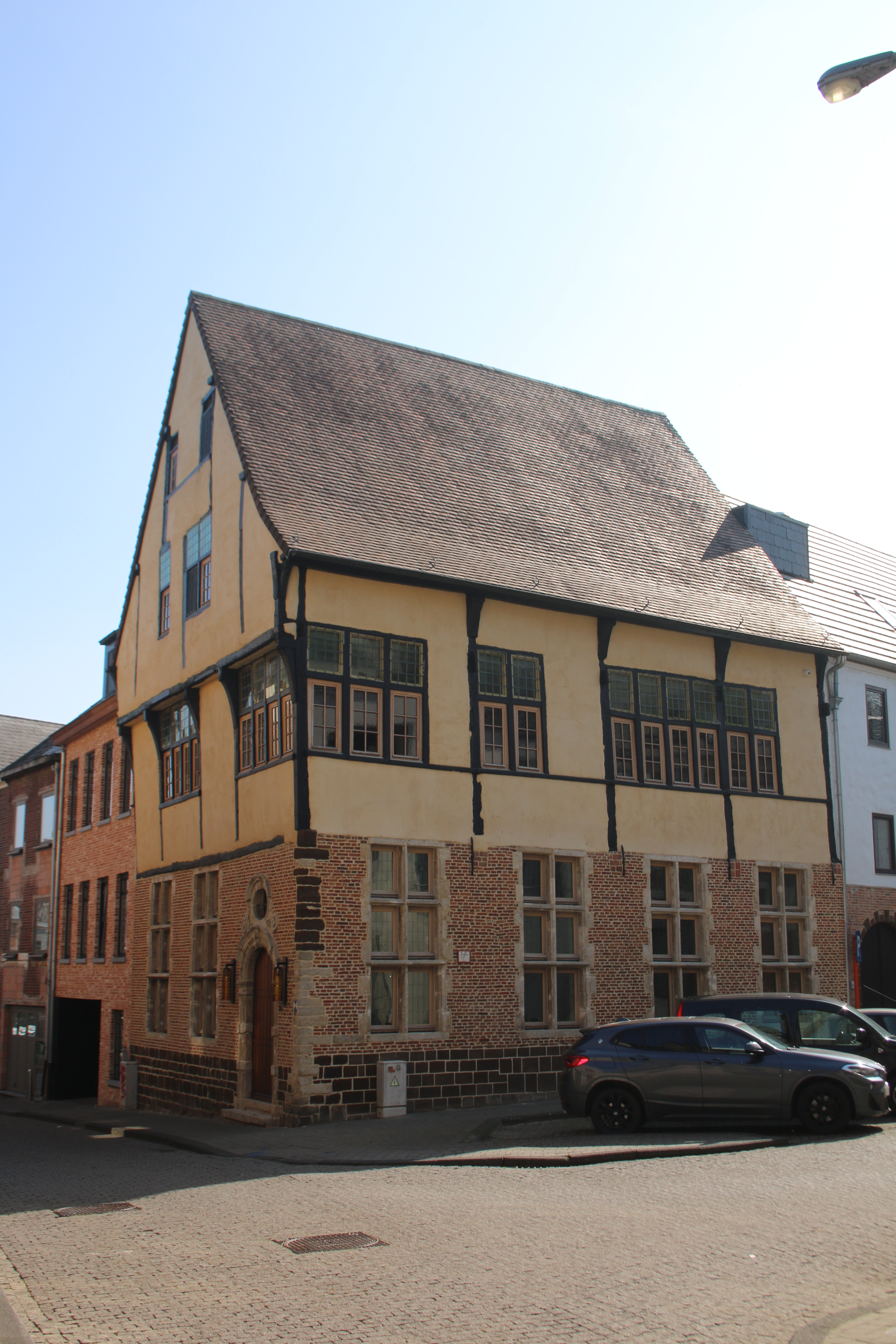
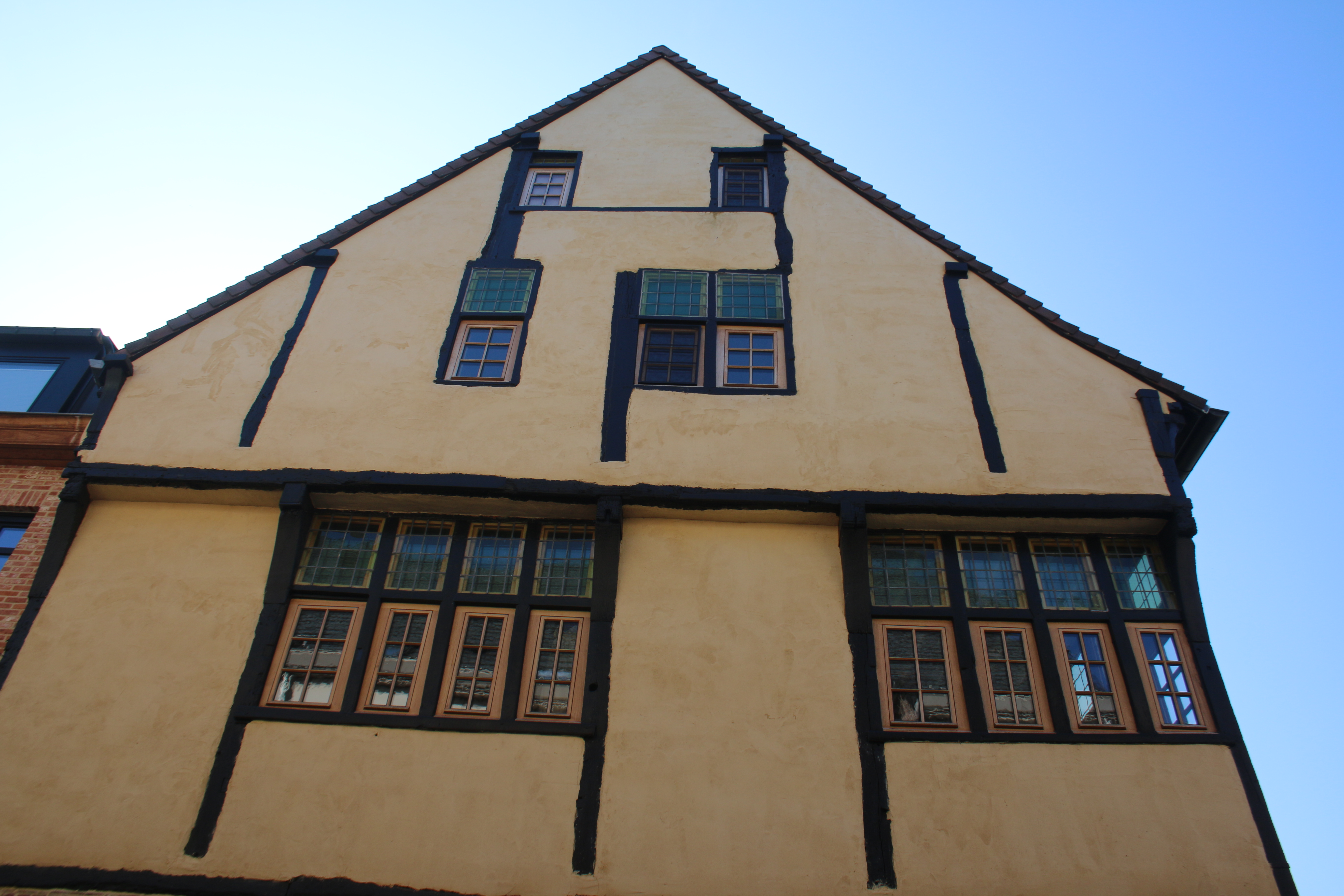
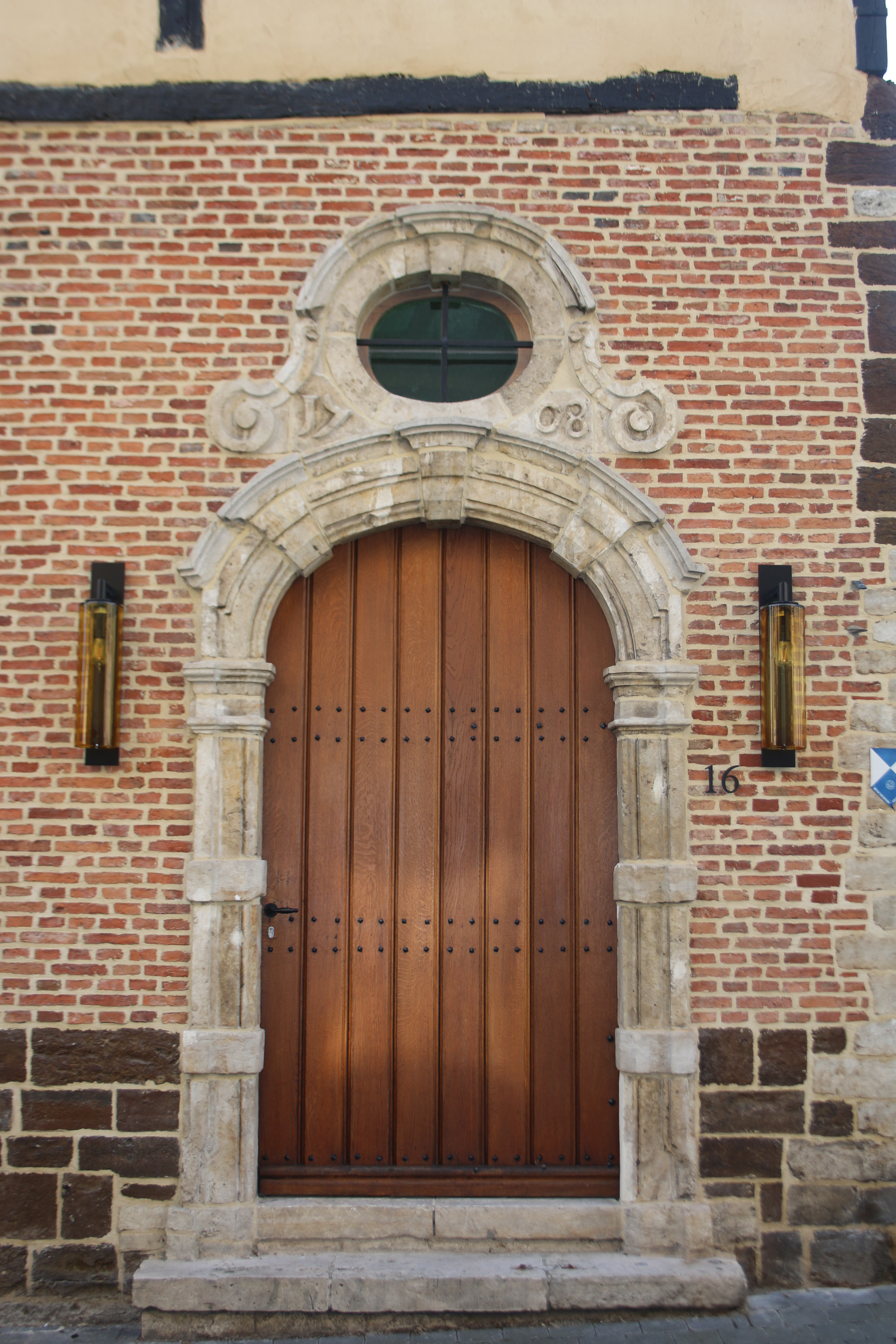